# Kościół św. Józefa w Inowrocławiu
Kościół Świętego Józefa w Inowrocławiu – rzymskokatolicki kościół parafialny w Inowrocławiu, w województwie kujawsko-pomorskim. Mieści się przy ulicy Sienkiewicza. Należy do dekanatu inowrocławskiego II archidiecezji gnieźnieńskiej.

## Historia

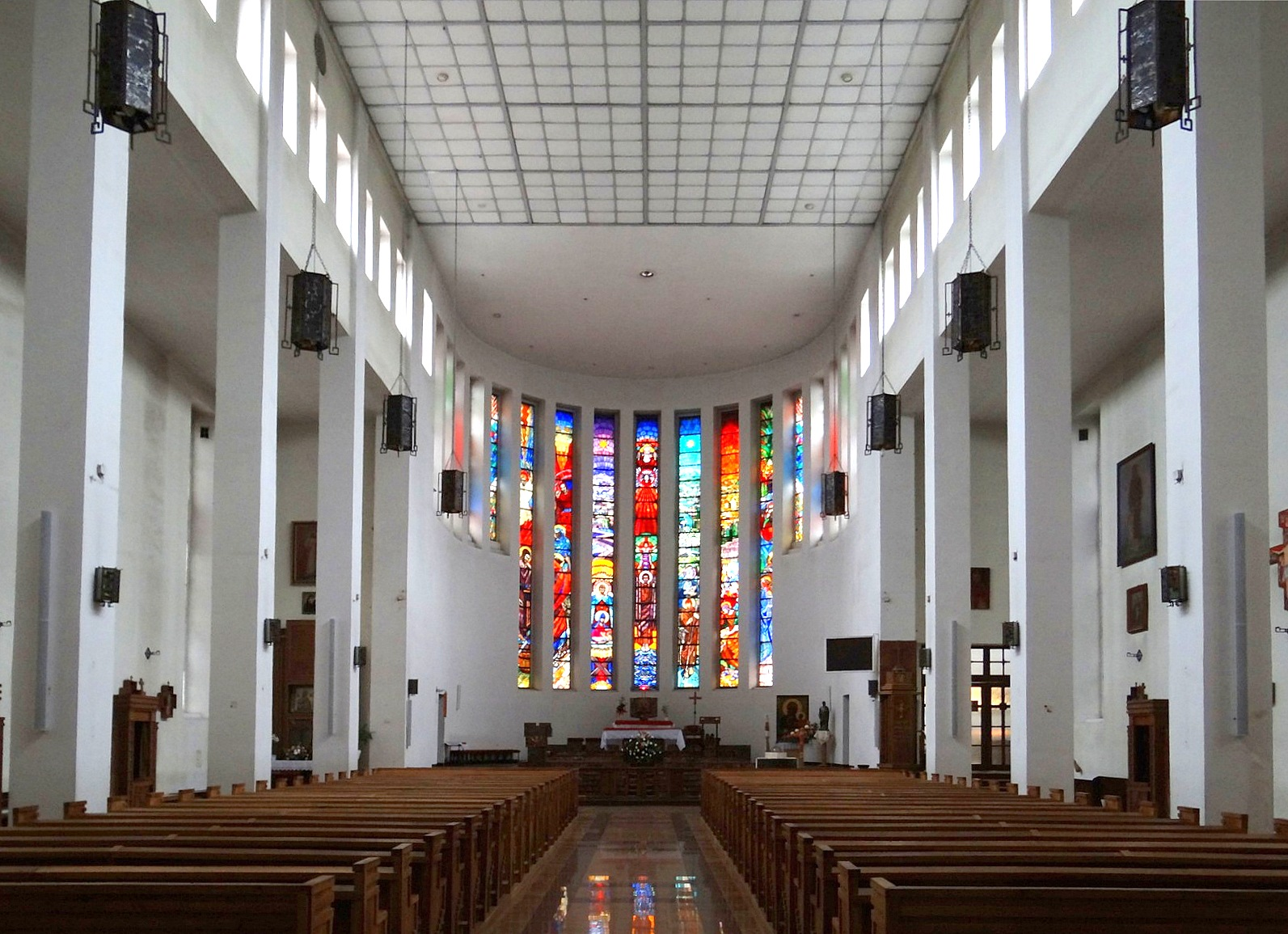
Wnętrze kościoła

Parafia została erygowana 23 października 1922 roku. W dniu 17 sierpnia 1934 roku została podjęta decyzja o budowie świątyni przez członków dozoru kościelnego i rady parafialnej. Dokumentacja techniczna została wykonana przez inżyniera architekta Stefana Cybichowskiego z Poznania. Budowa została powierzona budowniczemu Sylwinowi Kościelnemu. 2 sierpnia 1936 roku zostało poświęcone miejsce pod kościół przez księdza kanonika Stanisława Kubskiego. W 1937 została wzniesiona strzelista kwadratowa wieża. 27 września 1938 roku został wmurowany kamień węgielny przez księdza biskupa Antoniego Laubitza. W 1944 fronton i mury niedokończonej świątyni zostały wysadzone przez hitlerowców. W 1947 usunięto gruzy. W latach 1948–1952 kościół został odbudowany. 10 września 1950 został poświęcony kamień węgielny przez księdza kardynała Stefana Wyszyńskiego. 7 września 1952 świątynia została przez niego poświęcona.